# دايكي أواماسا
دايكي أوماسا (باليابانية: 岩政大樹؛ بالكانا: イワマサ ダイキ) ، من مواليد 30 يناير 1982 في ياماغوتشي في اليابان ، لاعب كرة قدم ياباني. يلعب مع نادي كاشيما إنتلرز.

## روابط خارجية
- دايكي أواماسا على موقع الاتحاد الدولي (مؤرشف)  (الإنجليزية)
- دايكي أواماسا على موقع رابطة كرة القدم اليابانية للمحترفين (اليابانية)
- دايكي أواماسا على موقع قاعدة بيانات كرة القدم.إي يو (الإنجليزية)
- دايكي أواماسا على موقع ناشيونال فوتبول تيمز (الإنجليزية)
- دايكي أواماسا على موقع Soccerway.com (الإنجليزية)
- دايكي أواماسا على موقع عالم كرة القدم.نت (الإنجليزية)
- دايكي أواماسا على موقع كووورة